# 1946 في الكويت
يُعد عام 1946 من أهم الأعوام في تاريخ دولة الكويت الحديث، حيث شهد بداية الحقبة النفطية التي غيرت مسار البلاد الاقتصادي والاجتماعي إلى الأبد. ففي هذا العام، تحولت الكويت من اقتصاد يعتمد بشكل أساسي على الغوص على اللؤلؤ والتجارة إلى قوة نفطية صاعدة.

### تصدير أول شحنة نفط خام
يُعتبر الحدث الأبرز والأكثر أهمية في عام 1946 هو تصدير أول شحنة من النفط الخام الكويتي، وهو ما يُعرف تاريخيًا باسم "يوم التصدير العظيم".
- التاريخ: جرى الحدث يوم الأحد الموافق 30 يونيو 1946.[3]
- الموقع: ميناء الأحمدي، الذي تم بناؤه خصيصًا لتصدير النفط.
- المراسم: أقيم احتفال مهيب حضره أمير الكويت آنذاك الشيخ أحمد الجابر الصباح، وعدد من كبار المسؤولين الكويتيين، بالإضافة إلى الحاكم السياسي البريطاني في الخليج والممثّل السياسي لدى الكويت الكولونيل هارولد ديكسون.[2]
- عملية التصدير: قام الشيخ أحمد الجابر الصباح بإدارة الدولاب الفضي إيذانًا ببدء تدفق النفط عبر الأنابيب إلى الناقلة.[3]
- الناقلة: كانت الناقلة البريطانية "بريتش فوسيلير" (British Fusilier) هي أول سفينة تقوم بتحميل النفط الكويتي. وقد تم تحميلها بـ 10,567 طنًا من النفط الخام في غضون 11 ساعة و13 دقيقة، بمعدل 950 طنًا في الساعة.[2]
- الأهمية: شكّل هذا الحدث نقطة تحول كبرى، حيث أعلن بداية عصر جديد من الازدهار والرخاء الاقتصادي للكويت. وقد جاء هذا التصدير بعد توقف دام سنوات بسبب ظروف الحرب العالمية الثانية، على الرغم من اكتشاف النفط في حقل برقان عام 1938.